# Harry Wu
Harry Wu (ur. 8 lutego 1937 w Szanghaju, zm. 26 kwietnia 2016 w Hondurasie) – chiński dysydent, działacz na rzecz obrony praw człowieka.

## Życiorys
Studiował geologię na Uniwersytecie Pekińskim. Aresztowany w 1957 podczas kampanii przeciwko prawicowcom i przez 19 lat więziony w obozach laogai. Zwolniony w 1979 na fali odwilży pomaoistowskiej, w 1985 wyjechał do Stanów Zjednoczonych. Po przyjeździe do Chin w 1995 aresztowany i skazany na 15 lat więzienia, został deportowany do USA.
Założył Laogai Research Foundation, zajmującą się badaniem chińskich obozów pracy. W 1991 opublikował swoje wspomnienia z pobytu w obozie Laogai: The Chinese Gulag. Pracom Harry’ego często zarzuca się brak obiektywizmu, zwłaszcza kilkakrotne zawyżanie liczby więźniów laogai (z 2-4 na 15 mln, co krytykowali m.in. J.D. Seymour i R. Anderson).
Zmarł 26 kwietnia 2016 w Hondurasie.
W Polsce ukazały się jego wspomnienia "Zimny wiatr. Pamiętnik z lat spędzonych w chińskim gułagu".